# Frescoball JAPAN OPEN 2015
フレスコボール ジャパンオープン 2015（Frescoball JAPAN OPEN 2015 ）は、2015年8月8日と9日に神奈川県三浦市に位置する三浦海岸で開催された日本初のフレスコボールの競技大会である。主催は日本フレスコボール協会。

## 大会概要
日本全国から15ペア30名の選手が参加し、2日間に渡り大会は開催された。カテゴリーは分けはなく、男子ペアも男女混合ペアも混成で行われた。
第1回フレスコボール世界選手権の女子ペアカテゴリーで優勝したカミーラ・サユリ&シルヴィア・オリヴェイラを今大会へブラジルから招待し、日本選手への技術指導やエキシビジョンを実施した。

## ルール
選手間の距離
7m以上離れる。
競技時間
5分間。ラリーが中断しても、時計は止まらない。
'試合前のウォーミングアップ
試合前に、最大30秒間のウォーミングアップをコート内で可能。
試合中の休憩
試合中に30秒間の休憩を任意のタイミングで取ることが出来る。この間、時計は止まる。
競技の始まりと終了
審判の合図の後、第一打と共に競技は開始。
5分間の競技時間が終わると、主審の合図とともに終了。
ラリーの終了
以下の場合にラリーが終了。 
- ボールが地面についたとき
- ボールが選手の身体に触れた時
- ボールが障害物（テント、ネット、椅子etc）に当たったとき
- 選手がリターンできず、ボールがコートの外に出たとき
- 試合時間が終了したとき
- 意図せずとも、ボールがラケットに連続して複数回当たったとき

使用ボール
JFBA監修ボール（黄色）
服装
上：大会規定のユニフォームを着用。
下：水着やスポーツパンツなど、各自適当なものを着用。

## 採点方法
以下の3項目により審判に評価され、採点。
1. ラリー項目
計算式 合計打数÷落球回数により点数を算出。
※落球回数は実際の回数をaとし、a+1により計算式は算出する。
2. 技術項目
指定された技術を見せることにより加点。
以下の要素が加点対象である。

  - バックハンドアタック（+0.5点/打：（ペアで最大3点））
  - エアショット（+0.5点/回（ペアで最大1点））
  - ダイビング（+1点/回：（ペアで最大4点））
  - 股抜きショット（+1点/回（ペアで最大2点））
  - スピンショット（+1点/回（ペアで最大2点））
3. スピード項目
距離（7m）×合計打数÷時間（300秒）でm/sを算出した後、
×3,6（3600（1時間の秒数）×0.001（1mは0,001km））して平均km/hでスピード点を算出。

## 大会入賞者
| 年     | 優勝ペア          | 準優勝ペア      | 第3位ペア         |
| ------ | ----------------- | --------------- | ----------------- |
| 2015年 | 倉茂孝明 藤元俊輔 | 山邊剛 関根貴紀 | 國吉美貴 水野誠也 |